# Castilleja brevistyla
Castilleja brevistyla là loài thực vật có hoa thuộc họ Cỏ chổi. Loài này được (Hoover) T.I.Chuang & Heckard mô tả khoa học đầu tiên năm 1991.